# Ceratopsipes
Ceratopsipes  (лат.) — ихнород (научное название, присвоенное окаменелому отпечатку) крупных динозавров из семейства цератопсид, обитавший в позднемеловом периоде на территории западной части Северной Америки (Колорадо, США). Таксон описан в 1995 году, полное биномиальное название — Ceratopsipes goldenensis. Родовое название буквально означает «нога рогатой морды» (отсылая на рогатых динозавров), видовое название дано в честь местности под названием Golden («золотой»), где были обнаружены окаменелые следы. Находка происходит из формации Laramie, сформировавшейся в маастрихтский век (72,1 — 66 млн лет назад).

## История

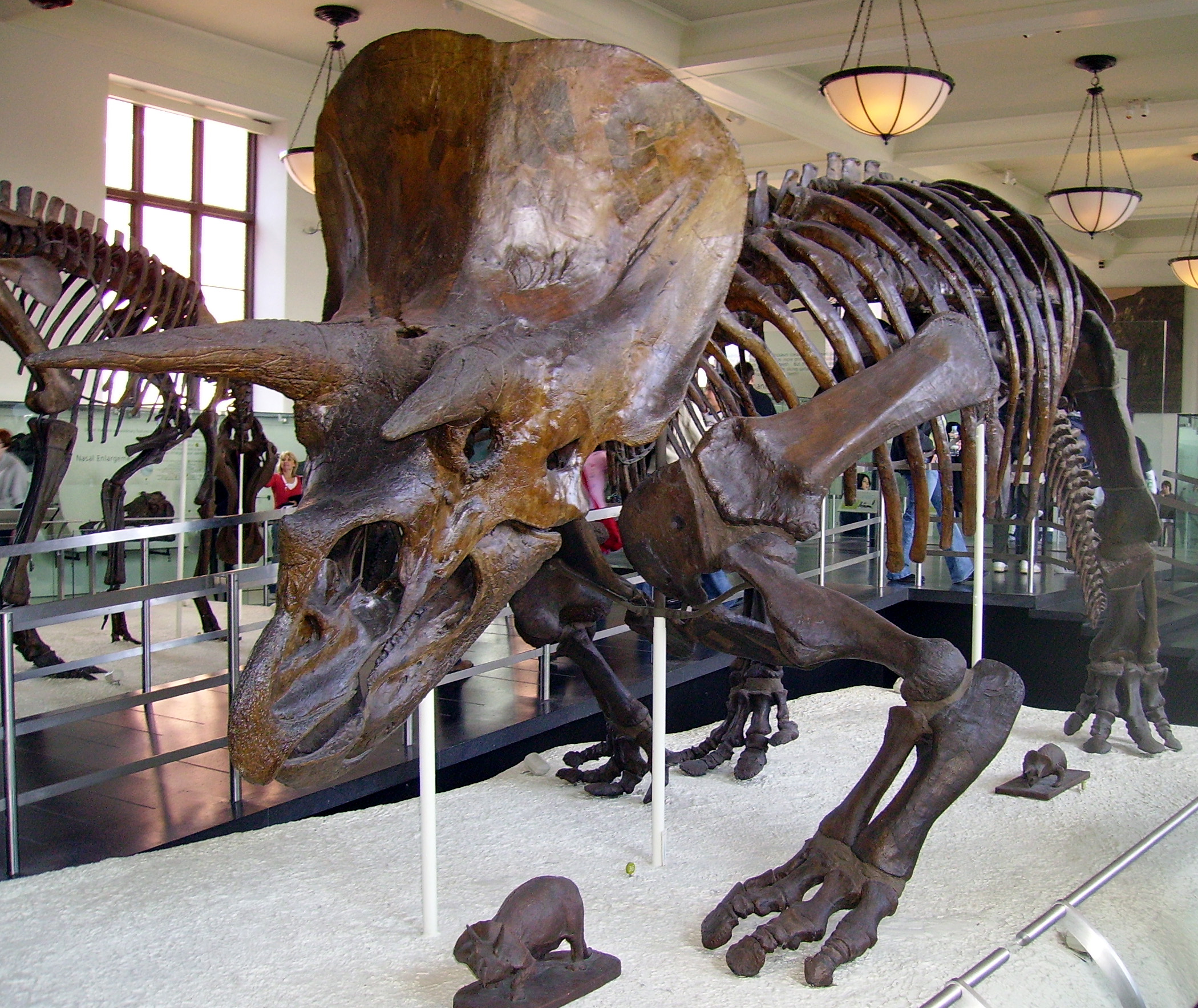
Скелет вида Triceratops horridus, вероятного обладателя окаменелостей

С учётом возраста находки и её местоположения, следы, вероятно, оставил крупный представитель рогатых динозавров Triceratops horridus. Трицератопсы достигали большой численности, к тому же, вблизи окаменелых следов найдены их окаменелости. Другой кандидат на обладателя следов — родственный торозавр (Torosaurus) (с неустановленным видом), чьи окаменелости тоже найдены в формации Laramie, однако не в таком количестве, как окаменелости трицератопсов. Следы этого ихнотаксона позволили лучше представить биомеханику ходьбы крупных рогатых динозавров: они передвигались, держа ноги под телом, как и все другие динозавры.

## Размеры

Трицератопс — сравнение размеров обоих известных видов со взрослым человеком

Самый крупный экземпляр ихновида Ceratopsipes goldenensis достигает около 60 см в длину и ширину 80 см в ширину, что примерно в 1,5 раза превышает размер ступней взрослых трицератопсов. Это значит, что след могла оставить крупная особь, достигающая 10-12 м в длину и массы более 12 т обычно крупные экземпляры трицератопсов достигали длины около 9 м и веса примерно от 6 до 10 т). Однако некоторые оценки веса крупных особей трицератопсов ещё выше (до 14 т). По максимальным оценкам вес обладателя самого большого следа находился даже в пределах от 15 до 20 т, но такая оценка, вероятно, сильно завышена. По мнению некоторых палеонтологов это, вероятно, был крупный, но не чрезвычайно огромный экземпляр рогатого динозавра, ничем не выделявшийся от диапазона величины крупных взрослых сородичей. Кроме того, след мог быть искусственно увеличен за счёт скольжения ноги по мягкой и скользкой илистой поверхности.